# Nivolas-Vermelle
Nivolas-Vermelle ist eine französische Gemeinde mit 2.716 Einwohnern (Stand: 1. Januar 2022) im Département Isère in der Region Auvergne-Rhône-Alpes. Sie gehört zum Arrondissement La Tour-du-Pin und zum Kanton Bourgoin-Jallieu. Die Einwohner nennen sich selbst Nivolésien(ne)s.

## Geografie
Die Gemeinde Nivolas-Vermelle liegt am kleinen Fluss Agny, der am Nordrand der Gemeinde in den Bourbre mündet, 37 Kilometer südwestlich von Lyon. Umgeben wird Nivolas-Vermelle von den Nachbargemeinden Ruy im Norden und Nordosten, Sérézin-de-la-Tour im Osten, Succieu im Südosten, Les Éparres im Süden und Südwesten, Meyrié im Westen sowie Bourgoin-Jallieu im Nordwesten. Durch die Gemeinde führt die frühere Route nationale 85 (heutige D 1085).

## Geschichte
Aus dem Gebiet der Gemeinde Nivolas-Vermelle stammt ein 1837 entdeckter römischer Depotfund, der Schatz von Ruffieu.
1882 wurden die bis dahin eigenständigen Kommunen Nivolas und Vermelle zusammengelegt.

### Bevölkerungsentwicklung
| Jahr                       | 1962 | 1968 | 1975 | 1982 | 1990 | 1999 | 2006 | 2012 | 2021 |
| Einwohner                  | 1187 | 1372 | 1699 | 1615 | 1638 | 1823 | 2181 | 2407 | 2632 |
| Quellen: Cassini und INSEE |      |      |      |      |      |      |      |      |      |

## Sehenswürdigkeiten
- Kirche Notre-Dame in Nivolas
- Kirche Saint-Blaise in Vermelle aus dem 12. Jahrhundert
- Kapelle Saint-François im Ortsteil Boussieu

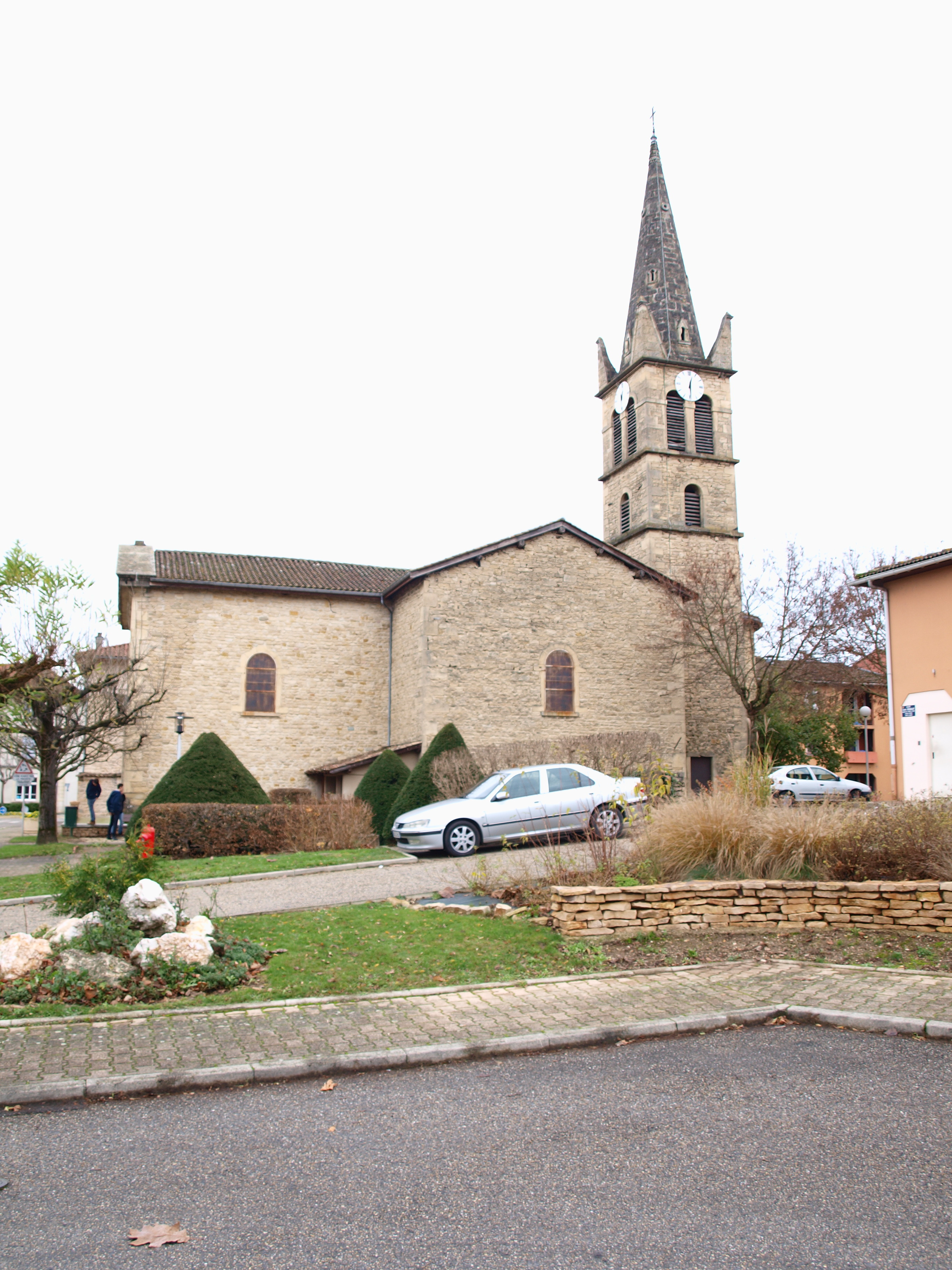
Kirche Notre-Dame
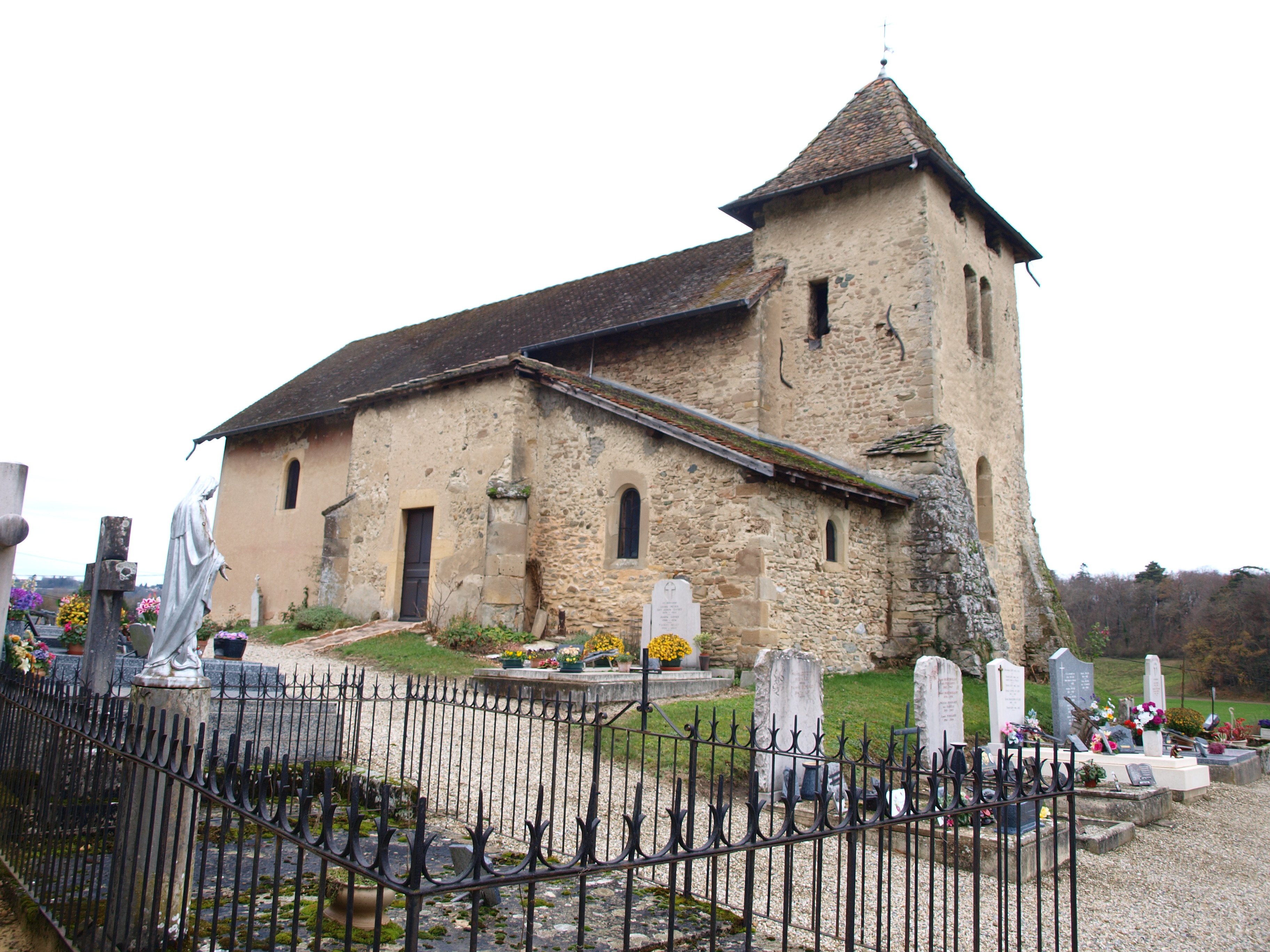
Kirche Saint-Blaise
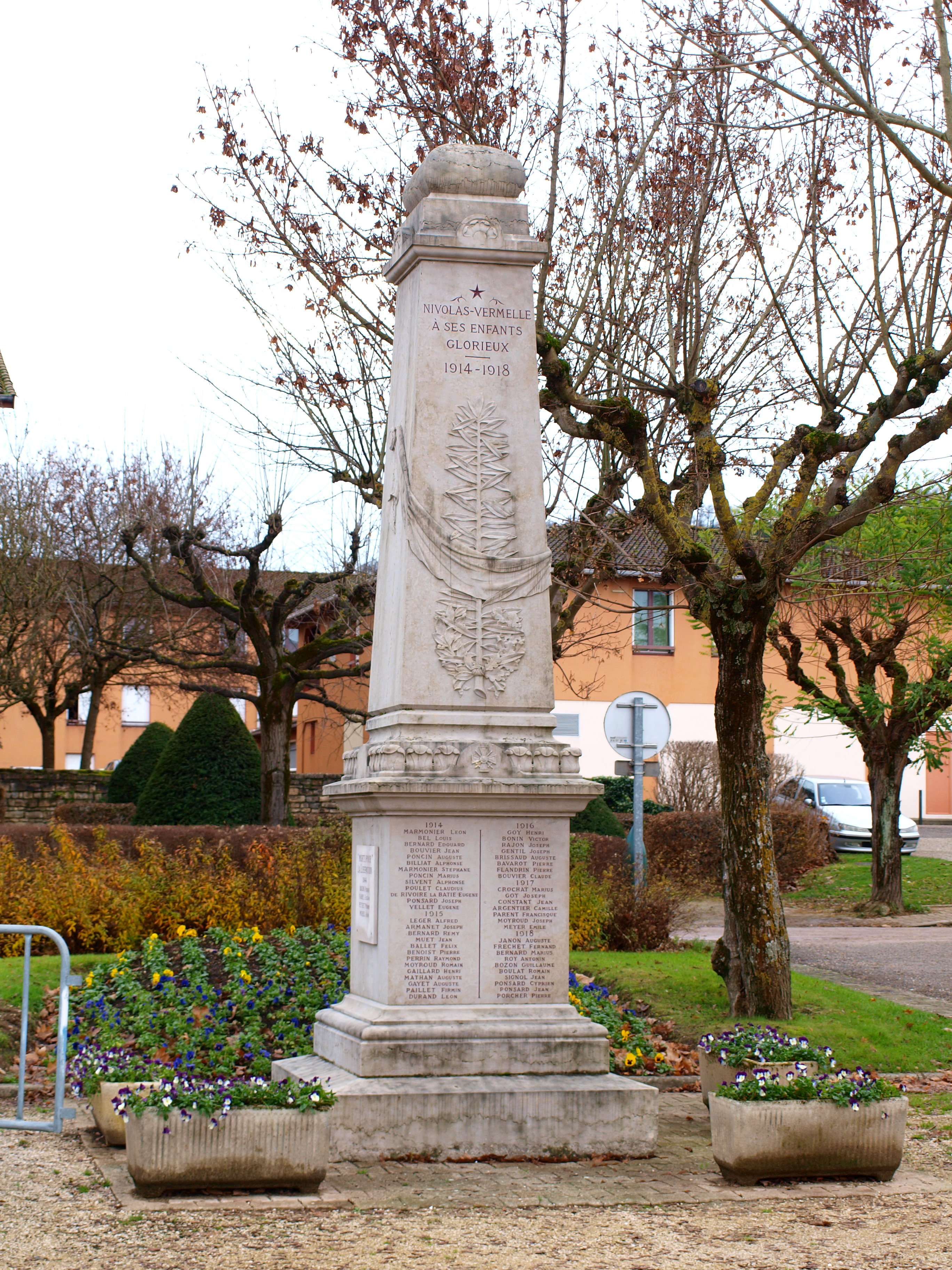
Gefallenendenkmal